# 에메랄드나무왕도마뱀
에메랄드나무왕도마뱀(Emerald tree monitor)은 또는 녹색나무왕도마뱀(Green tree monitor)은 작은 크기의 중형 수목 왕도마뱀이다. 에메랄드나무왕도마뱀은 녹색과 청록색 사이의 몸 색깔에다 등에는 어두운 가로 방향 줄무늬가 있는 특이한 색상으로 유명하다. 이런 색상은 수목 서식지에서 몸을 숨기는 데 도움이 된다. 에메랄드나무왕도마뱀은 그 색깔 때문에 애완동물 거래와 동물원에서도 인기가 높다.

## 분포
에메랄드왕도마뱀과 그 가까운 친척들은 뉴기니섬(인도네시아와 파푸아뉴기니로 나뉘는 섬)과 인접한 여러 섬, 토레스 해협 제도 북부에서 볼 수 있다. 에메랄드나무왕도마뱀은 열대 상록수림, 야자수 늪, 카카오 농장 등 저지대 환경에서 번성하는 것으로 보고되었다.

## 묘사

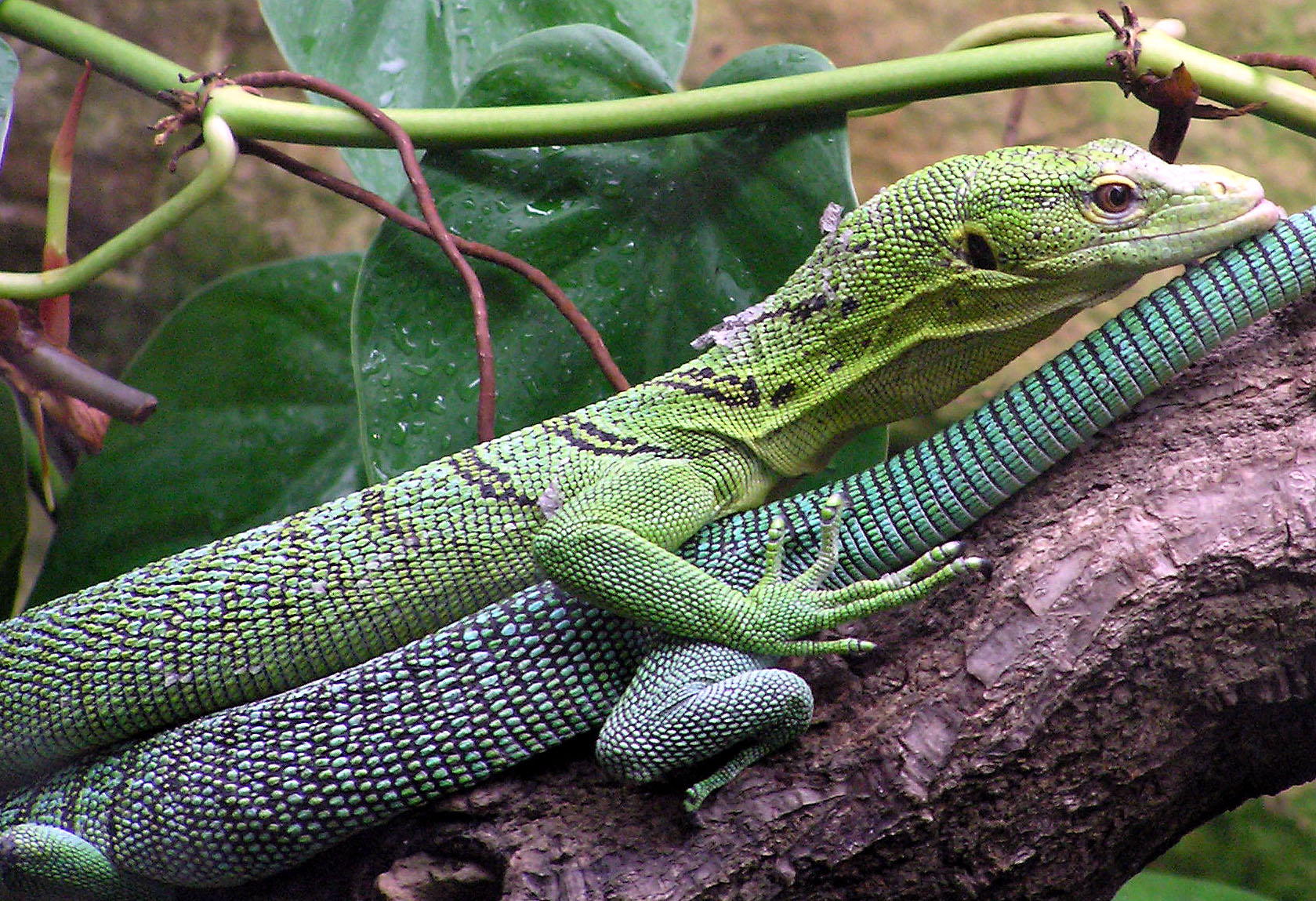
브리스틀 동물원의 에메랄드왕도마뱀

에메랄드왕도마뱀의 길이는 약 75~100cm이며, 가느다란 몸통으로 좁은 나뭇가지에 몸을 지탱할 수 있다. 접근하기 쉬운 꼬리와 긴 발톱을 사용하여 나뭇가지를 잡는다. 다른 왕도마뱀과 달리 이 왕도마뱀은 위협을 받았을 때 방어를 위해 꼬리로 채찍질하는 대신 꼬리를 방어한다. 에메랄드왕도마뱀의 발바닥에는 도마뱀이 올라갈 때 도움이 되는 비늘이 확대되어 있다.

## 생태학
위협을 받으면 에메랄드왕도마뱀은 초목을 피해 도망치거나 궁지에 몰리면 물린다.
소수의 친목인 왕도마뱀 중 하나로, 지배적인 수컷, 여러 암컷, 그리고 다른 소수의 수컷과 어린 개체로 구성된 소규모 그룹에서 생활한다.

## 먹이

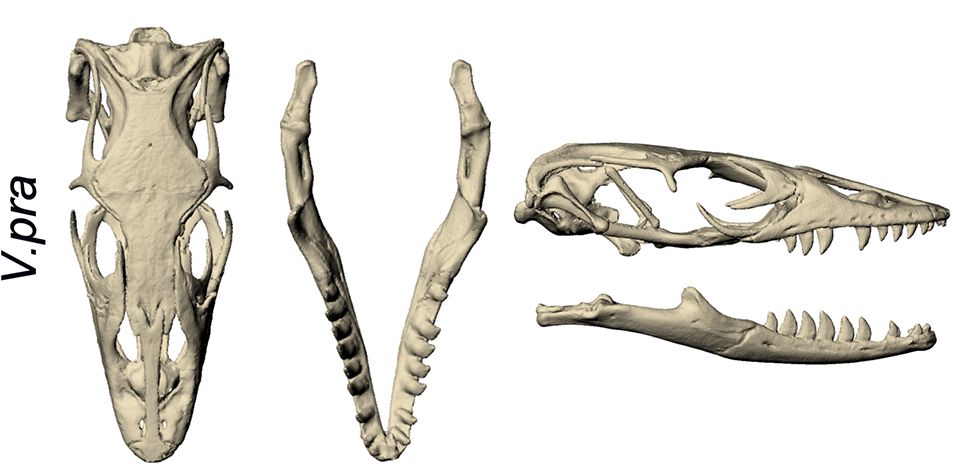
에메랄드나무왕도마뱀 두개골

에메랄드왕도마뱀의 먹이는 여치, 메뚜기, 대벌레, 바퀴벌레, 딱정벌레, 지네, 거미, 게 등 큰 나무에 사는 절지동물과 새와 작은 포유류 (멍크턴모자이크꼬리쥐 등)로 구성되어 있다.  도마뱀은 대벌레를 삼키기 전에 다리를 찢는다. 포획된 표본은 설치류를 먹기 전에 다리를 찢고, 그 결과 상당한 크기의 포유류를 삼킬 수 있으며, 135g짜리 도마뱀은 자신의 거의 3분의 1 크기인 40g짜리 설치류를 먹는 것으로 기록되었다.
이 종은 두 차례에 걸쳐 파충류학자 로버트 머튼스가 사육 중인 과일을 먹는 모습을 관찰했고, 로버트 G. 스프래클랜드는 포획한 표본에 바나나와 캔털루프를 먹였다. 후자는 야생에서 잡힌 표본의 대변 중 12%가 식물 재료로 구성되어 있다는 사실을 발견한 후 그렇게 했다.
브롱크스 동물원은 수중 적응이 부족함에도 불구하고 얕은 물속에서 헤엄치고 먹이를 찾는 에메랄드왕도마뱀을 촬영했다.

## 번식
알무더기는 최대 5개의 알로 구성되며, 각 알의 무게는 10.5~11.5g, 크기는 약 2×4.5cm이다. 1년 내내 최대 3개의 알무더기를 낳으며, 포획자들은 1월, 3월, 4월, 11월, 12월에 알무더기를 낳는다. 암컷 에메랄드왕도마뱀은 흰개미 둥지에 알을 낳는다. 알은 일반적으로 160일에서 190일 후인 6월에서 11월 사이에 부화하며, 그 후 어린 개체는 부화 후 몇 분 이내에 흰개미와 흰개미의 알을 먹는다. 성적 성숙은 약 1년 후에 이루어진다.